# Gustav Neumann
Gustav Richard Ludwig Neumann (Gliwice, 15 dicembre 1838 – Wehlau, 16 febbraio 1881) è stato uno scacchista tedesco.
Nacque a Gleiwitz in una parte della provincia prussiana della Slesia che ora fa parte della Polonia. Nel decennio 1860-1870 fu uno dei più forti giocatori del mondo.
Disputò diversi incontri. Nel 1864 a Lipsia perse con Louis Paulsen (+3–5=3). A Parigi nel 1867 vinse con Winawer (+3 –0 =0) e con Celso Golmayo. Vinse anche con Samuel Rosenthal in tre match: nel primo del 1867 vinse (+5–0=6), nel secondo e nel terzo del 1869 vinse (+3–0=6) e (+4–1=1).
Nel 1864 fondò assieme ad Anderssen la rivista Neue Berliner Schachzeitung, che poi diresse per quattro anni. Nel 1865, nel torneo Berliner Schachgesellschaft di Berlino vinse col punteggio pieno di 34/ 34. 

Altri risultati: primo a Elberfeld 1865 e a Dundee 1867, davanti a Steinitz. Quarto nel torneo di Parigi 1867 (vinto da Ignatz von Kolisch), = 4º a Baden-Baden 1870 (vinse Anderssen), 2º ad Altona (1872) dietro ad Anderssen.